# 6622 Matvienko
6622 Matvienko هو كويكب، يقع ضمن حزام الكويكبات. اكتشف في 5 سبتمبر 1978.

## روابط خارجية
- 6622 Matvienko في قاعدة بيانات مختبر الدفع النفاث لأجرام النظام الشمسي الصغيرة

- الاكتشاف · مخطط المدار ·  العناصر المدارية · المعلمات المادية

- 6622 Matvienko على موقع ويكي سكاي: DSS2, SDSS, GALEX, IRAS, Hydrogen α, X-Ray, Astrophoto, Sky Map, Articles and images